# Arfeuilles
Arfeuilles (okzitanisch Arfuelha) ist eine französische Gemeinde mit 610 Einwohnern (Stand: 1. Januar 2022) im Département Allier in der Region Auvergne-Rhône-Alpes; sie gehört zum Arrondissement Vichy und zum Kanton Lapalisse.

## Geographie
Die Gemeinde Arfeuilles liegt am Fluss Barbenan in den nordwestlichen Ausläufern der Monts de la Madeleine-Berge, rund 19 Kilometer ostnordöstlich von Vichy und 27 Kilometer nordwestlich von Roanne. Nachbargemeinden von Arfeuilles sind Châtelus im Norden, Saint-Pierre-Laval im Nordosten, Saint-Bonnet-des-Quarts im Osten, Saint-Nicolas-des-Biefs im Südosten und Süden, Châtel-Montagne im Süden und Südwesten sowie Le Breuil im Nordwesten. Auf dem Gemeindegebiet von Le Breuil befand sich der Bahnhof Arfeuilles-Le Breuil an der Bahnstrecke Moret-Veneux-les-Sablons–Lyon-Perrache, der heute nicht mehr bedient wird.

## Geschichte
Zwischen 1790 und 1794 wurden zu Arfeuilles folgende Orte eingegliedert: Fauconnet-Resve, Montmorillon-en-Billy, Montmorillon-en-Vichy und Pingus.

## Bevölkerungsentwicklung
| Jahr                       | 1962 | 1968 | 1975 | 1982 | 1990 | 1999 | 2006 | 2013 | 2022 |
| Einwohner                  | 1458 | 1288 | 1004 | 881  | 843  | 710  | 691  | 665  | 610  |
| Quellen: Cassini und INSEE |      |      |      |      |      |      |      |      |      |

## Sehenswürdigkeiten
- Kirche Sainte-Germaine, 1854 bis 1870 erbaut
- Wasserfall von La Pisserotte

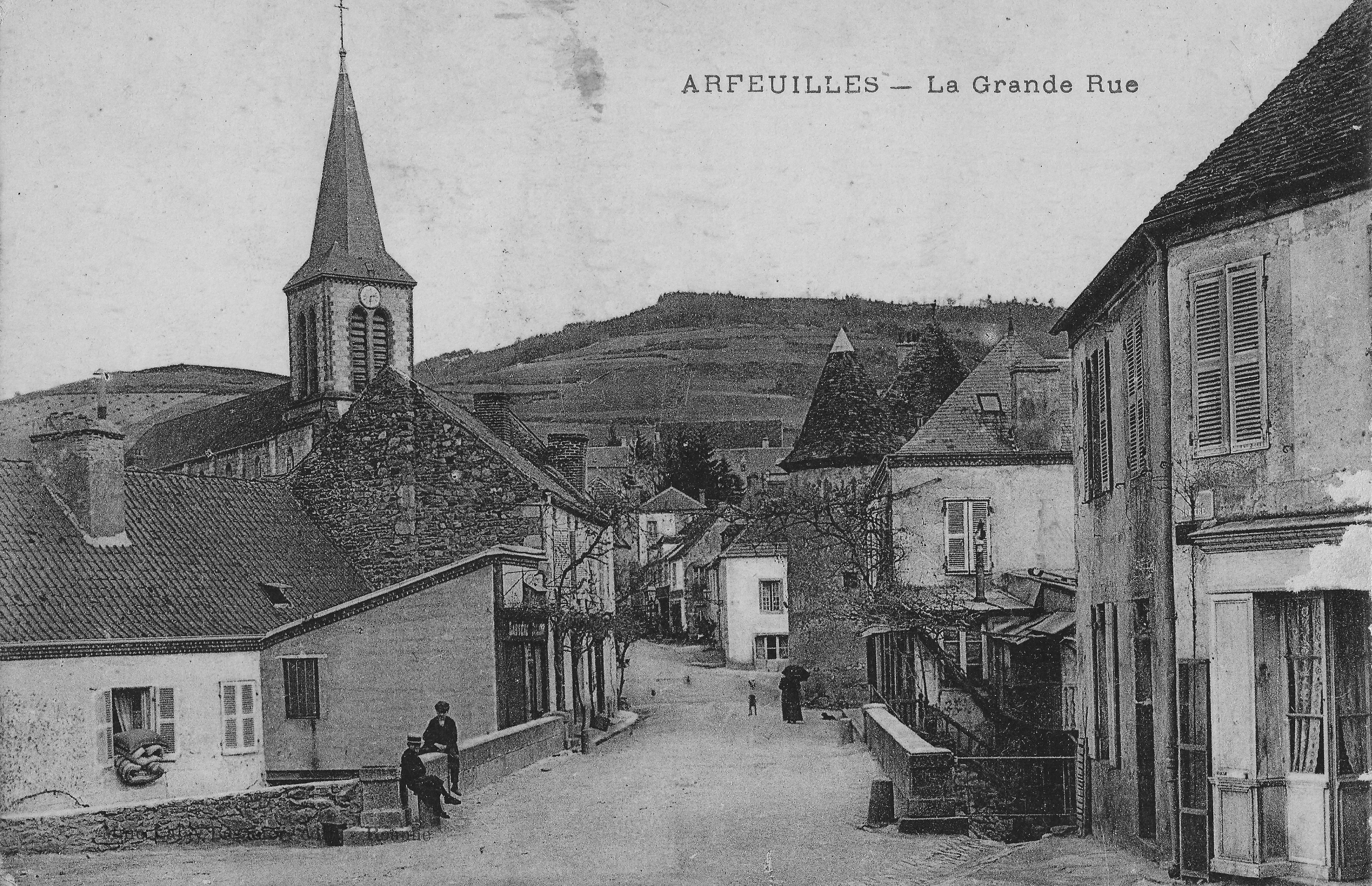
'Kirche Sainte-Germaine